# Marina neglecta
Marina neglecta är en ärtväxtart som först beskrevs av Robinson, och fick sitt nu gällande namn av Rupert Charles Barneby. Marina neglecta ingår i släktet Marina och familjen ärtväxter.

## Underarter
Arten delas in i följande underarter:
- M. n. elongata
- M. n. neglecta